# Heya
Heya (jap. 部屋 dosł. pokój, izba, pomieszczenie; skrót od sumō-beya, 相撲部屋) – „stajnia” (ang. sumo stable) w profesjonalnym sumō, trenująca i wystawiająca zawodników do walk.

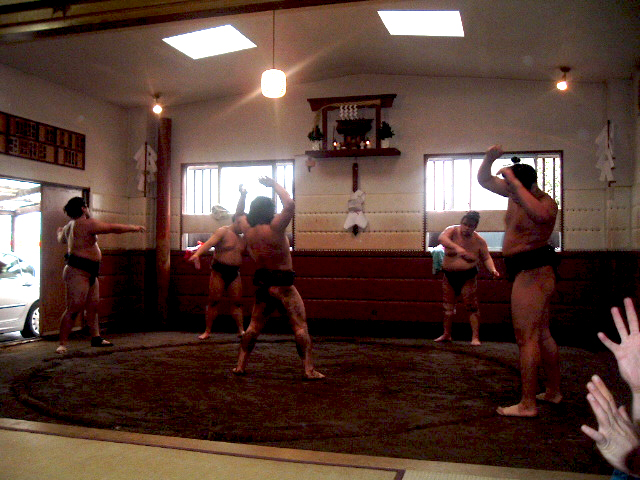
Sala treningowa w heya

Każdy zawodnik (rikishi) należy do którejś z heya. Nie ma systemu transferów – zawodnik zwykle spędza całą karierę w jednej, z wyjątkiem przypadku, gdy jego macierzysta heya kończy działalność i jej zawodnicy są przejmowani przez inne. 
Heya zatrudnia trenerów (oyakata) zawsze będących byłymi zawodnikami. Może być założona przez byłego zapaśnika, który wykupi jeden z udziałów w Japońskim Związku Sumo (日本相撲協会, Nihon Sumō Kyōkai) i spełni obowiązujące warunki. 
Heya są łączone w grupy o nazwie ichimon. Zawodnicy jednej stajni nie walczą przeciwko sobie w honbasho, z wyjątkiem dogrywek.
Oprócz zawodników i trenerów, heya kształci i zatrudnia sędziów ringowych (gyōji), pracowników ringu (yobidashi), którzy zamiatają ring, dostarczają sól, obnoszą bannery reklamowe itp. w czasie turnieju), oraz fryzjerów (tokoyama) dbających o tradycyjne uczesanie zawodników w stylu chonmage.